# Círculo Mercantil y Agrícola de Huelva
La sociedad Círculo Mercantil y Agrícola es fundada en la ciudad de Huelva, el 27 de septiembre de 1861 por onubenses de la talla de José Jáuregui y Apezteguia, Francisco de Paula García, García Hnos., Víctor Jiménez, Gregorio Jiménez, Francisco Jiménez, Miguel Font, Manuel Peláez, Bernardino Maldoqui y Evaristo de la Paliza.

## Reseña histórica
Su actividad fue un fiel reflejo del impulso económico y social que experimentó la Huelva de finales del siglo XIX. El Círculo era lugar emblemático de las grandes celebraciones, bailes, tertulias literarias, conferencias, participando activamente en los grandes acontecimientos que vive la capital de provincia, especialmente en los grandes actos conmemorativos que tuvieron lugar en Huelva con motivo de las celebraciones del  IV Centenario del Descubrimiento de América y posteriormente en la recepción de los tripulantes del Plus Ultra en Huelva en 1926.
Durante su más de centenaria existencia, el centro fue punto obligado de reunión de las personalidades más sobresalientes del comercio, de la agricultura y de más fuerzas vivas de la capital andaluza. Bien dirigida y administrada desde sus comienzos, fue adquiriendo esta Sociedad un progresivo e insistente desarrollo, hasta el punto de que estaba instalada en un magnífico edificio de su propiedad, con amplios y confortables salones, con importante y bien servida biblioteca, grandes billares, cuarto de baño, repostería, etc., y demás dependencias, todas ellas instaladas con arreglo a las modernas orientaciones de la higiene y buen gusto.
Las fiestas de la primavera en la ciudad, como el Carnaval, tuvieron como eje central los salones del Círculo, así pues la prensa de la época de hacia eco de las mismas. El diario La Provincia del lunes 4 de febrero de 1895 recogía:

Siguiendo la tradicional costumbre, cuando entramos en el mes de Carnaval comienzan a verse de noche gran número de máscaras. Uno de los lugares elegidos para la celebración de esta fiesta en la capital era el antiguo Círculo Mercantil y Agrícola de Huelva, un salón que rivalizaba con otros emplazamientos de la ciudad, como fueron el Casino de Artesanos, la Sociedad Cooperativa y el Casino de Huelva. Como curiosidad podemos comentar que solían celebrarse bailes diferentes que iban dirigidos a los adultos y a los niños, protagonistas también de estos festejos.

Destacados empresarios como José Muñoz Pérez, -padre de la poeta María Luisa Muñoz de Vargas- director y propietario del diario La Provincia y de la Imprenta Muñoz, quien llegaría también a erigirse alcalde de la ciudad, han ostentado el cargo de Presidente de la entidad onubense.
En Junta General del Círculo Mercantil y Agrícola de Huelva, celebrada el 17 de enero de 1901, se procedió a la elección de nueva Junta Directiva presidida por José Coto Mora, presidente; Guillermo Duclós, vicepresidente; Fernando Rey, secretario; Manuel Vázquez Pérez, tesorero; Luis de Soto, José Rui-Fernández, Rafael Mathé y Antonio Ochoa, vocales.
El 24 de abril de 1910 nace en el Círculo la Asociación de la Prensa de Huelva (APH) con el objetivo de integrar y representar a los periodistas onubenses, estando conformada su primera junta directiva por José García, como presidente; Francisco Hernández, vicepresidente; Tomás Domínguez, tesorero; José Cañizares, secretario; y Alfredo Blanco, Antonio J. Páez y José Agea, como vocales.
El 17 de enero de 1916 resultó elegida la siguiente Junta Directiva; presidente, Pedro Garrido Perelló; vicepresidente, Claudio Saavedra Navarro; tesorero, Francisco García Morales; secretario, Rafael Hernández Domínguez; vocal propietario, Antonio García; vocales de número, Carlos Gutiérrez y Manuel Baleriola y vocal transeúnte Francisco Domenech Cano.
La Junta directiva reelegida en 17 de enero de 1922 quedó constituida en la forma siguiente: Presidente,  Juan Moreno García; vicepresidente, Arcadio Aragón Cima; tesorero, Manuel Barba Díaz; secretario, D. José Enríquez García; vocal propietario, Juan Mascaros Villalonga; vocales de número: Francisco Álvarez Carrasco y Carlos Rubio Marín, y vocal transeúnte, Francisco Tolsada Picazo.
Los salones del Círculo han acogido a lo largo de su historia numerosas muestras pictóricas de autores locales, provinciales y nacionales. El pintor andevaleño Sebastián García Vázquez, nacido en la Puebla de Guzmán, realiza en 1926 una segunda exposición individual en el Círculo, donde conoce al gran pedagogo Manuel Siurot.
En enero de 1931 el pintor onubense José Caballero realizó su primera exposición individual en los salones del Círculo. La muestra la componía una serie de retratos de sus amigos y compañeros al lápiz plomo o sanguina. Orduña Castellano, fue otro de los artistas del pincel que estuvo presente en los salones del Círculo en 1949 con una exposición de su obra, mostrando óleos del Puerto de los Ángeles, Galaroza y Fuenteheridos, entre otros.
Así una larga lista de artistas entre los que destacar a Emilio Gil Vázquez, Enrique Montenegro Pinzón, Juan Manuel Seisdedos, Francisco Domenech Fernández y una exposición homenaje a Pedro Gómez en 1964, en la que se expusieron piezas de Esperanza Abot, Pablo Martínez Coto, Enrique García Orta, Eugenio Hermoso, José María Labrador, Sebastián García Vázquez, Orduña Castellano, Domingo Franco, Antonio Brunt, Pilar Barroso, Antonio Gómez Feu, José María Franco, Celestino Verdier y el universal Daniel Vázquez Díaz, han expuesto sus obras en la sede del Círculo.
Entre las actividades lúdicas y deportivas celebradas en la sede de entidad, tuvo lugar a mediados del mes de enero de 1973 el Campeonato de España de Billar que revalidaría como campeón el onubense José Gálvez, quien a lo largo de su actividad profesional cosechó grandes triunfos.
En 1974 se celebra en sus salones el Campeonato de España de Billar Artístico en el que se proclamó campeón Joaquín Domingo.
En el mes de octubre de 2021, y tras las disolución de la entidad, el Ayuntamiento de la ciudad tributó un merecido homenaje con la colocación de una placa conmemorativa en la fachada del edificio. En el acto se encontraban presentes el último presidente, Augusto García Flores y antiguos miembros de la sociedad. Los fondos documentales del Círculo Mercantil y Agrícola de Huelva, que se remontan a mediados del siglo XIX, se componen principalmente de las Actas de Juntas de la sociedad desde su creación en 1861. Destaca además, una rica biblioteca que contiene volúmenes de interesante contenido, tanto de carácter general (enciclopedias) como específico (comercio, industria, temas americanistas) y algunos títulos de prensa nacional y local, han sido donados al Archivo Municipal para su conservación y divulgación.

## Edificio
La sede de la Sociedad fue adquirida a los señores García Hnos., por la cantidad de 24.000 reales de vellón, mediante la suscripción de acciones (cada acción tenía un valor de 1000 reales de vellón). La finca se encontraba situada en la calle Ricos, 8 (antigua calle Castelar).
Diseñado el edificio de dos plantas por el arquitecto Trinidad Soriano Hidalgo, fue inaugurada la sede el 12 de octubre de 1889, resultando todo un acontecimiento para los socios y onubenses según describe la prensa escrita. Su fachada muestra recercados y cenefas en piedra con detalles neorenacentistas.
En 1899, algunos de sus salones fueron sometidos a distintas reformas. Concretamente el nuevo decorado estilo japonés del salón de estufa, realizado bajo la dirección del pintor Fernando Martínez Checa, catedrático de dibujo en el instituto de bachillerato de Huelva, donde se mantuvo hasta 1907.
Dicho edificio se encuentra inscrito en el Catálogo de edificios, elementos y espacios urbanos de valores singulares del Plan especial del Casco Histórico del Ayuntamiento de Huelva (Grupo 2. Casas nobiliarias y de la alta burguesía).

## Presidentes
- Francisco de Paula García (1861-1862)
- Juan Manuel Adalid (1863-1864)
- Francisco de Paula García (1865)
- Gerónimo Martín (1866)
- Juan José Delaval (1867-1868)
- Manuel de Ruifernández (1869-1870)
- Guillermo Sundheim (1871)
- Nicolás Vázquez López (1872)
- José García López (1873-1874)
- Manuel Vázquez López (1875-1876)
- Gregorio Jiménez (1877)
- José García López (1878-1879)
- Horacio Bél (1880)
- Nicolás Vázquez López (1881)
- José García López (1882-1983-1884)
- Francisco de Paula García (1885-1886)
- Rafael López Fernández (1887-1888)
- José Coto Mora (1901)
- José Muñoz Pérez (1918-1919)
- Juan Moreno García (1922)
- Antonio Guijarro Alcocer (1955)
- José Antonio Fernández Contioso (1963)
- Juan Bernal Díaz (1972)

(Fuentes: Fondo Círculo Mercantil y Agrícola de Huelva-Archivo Municipal y Diario Odiel).